# Selaginella longissima
Selaginella longissima là một loài dương xỉ trong họ Selaginellaceae. Loài này được Baker mô tả khoa học đầu tiên năm 1881.